# Pseudoips magnifica
Pseudoips magnifica är en fjärilsart som beskrevs av John Henry Leech 1890. Pseudoips magnifica ingår i släktet Pseudoips och familjen trågspinnare. Inga underarter finns listade.